# Ryusei Saito
Ryusei Saito (齊藤 隆成 Saito Ryusei?), född 30 april 1994 i Osaka prefektur, är en japansk fotbollsspelare.
Saito började sin karriär 2013 i Kyoto Sanga FC. Efter Kyoto Sanga FC spelade han för Sagawa Printing Kyoto, FC Osaka, Mito HollyHock och Fujieda MYFC.